# Symfonie nr. 1 (Sinding)
De Noorse componist Christian Sinding voltooide zijn Symfonie nr. 1 (opus 21) in 1889. Het was zijn derde poging om tot een symfonie te komen. De componist vernietigde een onvoltooide Symfonie in Bes majeur uit 1880 en een opzet tot een symfonie uit 1882.    
Sinding componeerde deze symfonie in de stijl van de Duitse traditie. Hij schreef een werk in de vierdelige opzet, met terugkerende thema's met in deel 3 het scherzo. Hij had het er moeilijk mee, want het werk aan deze symfonie wilde niet echt vlotten. Hij schreef er aan gedurende een aantal jaren voor de uiteindelijke oplevering in 1890. Op 29 maart 1890 stond het op de lessenaar van de Christiania Musikforening onder leiding van Ivan Holter. Vervolgens trok de componist het werk terug en pas op 12 oktober 1892 was de symfonie bijna naar zijn zin. In 1893 sleutelde hij er nog aan en sindsdien gaat deze derde versie door het leven als de definitieve. Felix Weingartner gaf op 4 januari 1894 daarvan de eerste uitvoering in Dresden. De symfonie kwam pas weer terug in Noorwegen op 27 september 1919, tijdens het eerste concert van het Oslo Filharmoniske Orkester onder leiding van Georg Schneevoigt. De symfonie wordt gekenmerkt door zijn lichte somberheid en opvliegendheid, het werk hoort thuis in de Romantiek.
De delen zijn:
1. Allegro moderato
2. Andante
3. Vivace
4. Allegro

De samenstelling van het orkest is ook traditioneel
- 2 dwarsfluiten, 2 hobo's, 2 klarinetten, 2 fagotten
- 4 hoorns, 3 trompetten, 1 trombone, 1 bastrombone, 1  tuba
- pauken,
- violen, altviolen, celli, contrabassen

## Discografie
- Uitgave Apex: Ari Rasilainen met het Orkest van de Noorse Omroep, een opname uit circa 1998
- Uitgave CPO Records: Thomas Dausgaard met het NDR Sinfonieorchester